# Crimine contro l'umanità
In giurisprudenza, la locuzione crimine contro l'umanità definisce le azioni criminali che riguardano violenze ed abusi contro popoli o parte di popoli, o che comunque siano percepite, per la loro capacità di suscitare generale riprovazione, come perpetrate in danno dell'intera umanità. I crimini contro l'umanità sono in genere distinti dai crimini di guerra e talvolta anche dal genocidio; non tutti gli ordinamenti giuridici prevedono direttamente figure di crimini contro l'umanità, mentre alcuni le prevedono indirettamente, in forma recettizia di trattati internazionali.

## Nascita del concetto
L'espressione «crimine contro l'umanità» fu usata per la prima volta con un'accezione prettamente giuridica nel 1915. Quell'anno tre potenze europee, Francia, Regno Unito e Russia, concordarono la stesura di una dichiarazione di condanna di quello che divenne universalmente noto come genocidio armeno. La «Dichiarazione congiunta di Francia, Gran Bretagna e Russia» (France, Great Britain and Russia Joint Declaration), resa nota il 24 maggio 1915, contenne un esplicito riferimento ai "recenti reati commessi dalla Turchia contro l'umanità e la civiltà" (new crimes of Turkey against humanity and civilization).
Dopo la seconda guerra mondiale si aprì una nuova stagione nelle tematiche relative ai diritti umani, insieme alla formazione di una comune coscienza internazionale circa l'esistenza di un diritto universale, spettante e virtualmente applicabile a tutti i componenti di ciascun raggruppamento sociale. Si sostenne, in pratica, l'esistenza di un diritto "congenito" (scolasticamente da intendersi come insieme di regole cogenti, statuenti facoltà e limitazioni del personale arbitrio) comune per sua natura a tutti gli uomini, indipendentemente dalle varietà socio-culturali di riferimento. Taluni crimini, rappresentando una fonte di riprovazione "istintiva" presso tutte le latitudini, sono dunque stati considerati come accorpabili in una nuova categoria di fattispecie, delle quali si presume che qualunque stato o raggruppamento sociale, di qualunque continente o impronta etica (o religione) o cultura, richiederebbe la sanzione.
L'Accordo di Londra, che istituì il Tribunale di Norimberga (8 agosto 1945) elencò, tra i reati contestabili ai criminali nazisti, il «crimine contro l'umanità» (articolo 6, comma C), distinguendolo dal crimine di guerra. Il principio fu ripreso nello Statuto del Tribunale militare internazionale per l'Estremo Oriente, conosciuto anche come Carta di Tokyo (19 gennaio 1946).
Un altro passo verso la codificazione del reato fu la «Convenzione per la prevenzione e punizione del crimine di genocidio», siglata all'ONU nel 1948 (Risoluzione n. 260 del 9 dicembre 1948); essa fornì la definizione normativa di genocidio. La stessa definizione fu recepita, negli anni novanta del XX secolo, nello Statuto del Tribunale per la ex-Jugoslavia e in quello per il Ruanda.
Infine, nel 1998, con l'approvazione dello Statuto di Roma, istitutivo della Corte penale internazionale, il reato di crimini contro l'umanità è stato inserito nell'elenco dei principali reati perseguiti dalla Corte, insieme ai crimini di guerra ed al crimine di aggressione.

## Controversie
Si è dibattuto se il fattore di criminalità di certi atti, la cagione specifica della loro punibilità secondo un'apposita previsione di specie, dovesse primariamente essere la generale ripulsa morale suscitata ovvero la portata specifica degli atti (ad esempio, il genocidio, che secondo alcuni, ma non tutti, fa parte di questa categoria, è stato da taluni considerato - a questi fini - alla stregua di un delitto di strage aggravato da premeditazione, continuazione e reiterazione, oltre che da motivi abietti, quindi una sorta di super-fattispecie, di gravità esulante dalle ordinarie previsioni codicistiche per le dimensioni e le proporzioni del nocumento arrecato).
Inoltre, si è a lungo dibattuto circa l'effettiva riconoscibilità per l'umanità, per l'intero genere umano, di un ruolo diretto di soggetto passivo del reato (vittima). In pratica, si è discusso sulla traducibilità del titolo (delitti contro l'umanità - nato probabilmente onde distinguerlo dai delitti contro la persona o contro il patrimonio e dai delitti contravvenzionali) in una vera e propria costituibilità procedurale di una siffatta parte civile, prelusiva ad una non meno spinosa questione circa l'eventuale definizione della rappresentanza (chi avrebbe titolo a costituirsi in giudizio in nome dell'umanità?). Scientificamente osservando, non vi è, di fatto, unanimità internazionale su nessuna delle questioni dibattute, pur essendovi rilevanti aggregazioni di consensi su talune impostazioni che forse, almeno nel mondo occidentale, sono le più note.
Va notato che tutte le discussioni, le argomentazioni e le discettazioni sulla materia, in assenza di un effettivamente applicato diritto internazionale, sono pressoché inevitabilmente soggette al filtro soggettivo dell'interpretazione politica e della componente etica sulla quale si vorrebbe incidere. I contrari all'idea stessa di un diritto internazionale umanitario condiviso accampano la diversità di vedute morali tra i popoli, che renderebbe impossibile sia una definizione specifica della fattispecie tale da godere di universale consenso, sia, tantomeno, una sua applicazione capace di raccogliere altrettanto universale ed anche armonico consenso. Invero, la costituzione di una sede giurisdizionale indipendente (la Corte penale internazionale) per accertare questo tipo di crimine è stata ideata proprio per superare il rischio di delegare a combinazioni di istanze politiche, peraltro per loro natura variabili nello spazio come nel tempo, un giudizio di fondo che potrebbe tradursi in discrezionalità estemporanea. Il dubbio - che tale figura delittuosa possa essere applicata con opportunismo politico senza affidabile grado di universalità e che la procedura giudiziaria possa essere strumentalmente utilizzata a fini politici per imporre un suggello formale processuale a situazioni già definitesi di fatto con altri mezzi - residua quindi solo fuori dell'ambito di applicazione di tale Corte, ovvero a fronte di giurisdizioni nazionali che intendano espropriarla operando preventivamente, in base al principio di complementarità che tuttora ne regola l'operato.

## Applicazione
Nella pratica i crimini contro l'umanità sono per ora stati ascritti in termini di responsabilità legale e morale prevalentemente a capi di Stato o dittatori o comunque gruppi di potere, detentori di supremazia politica anche solo fattuale. Tali crimini furono sempre commessi durante la storia, ma solo nel XX secolo hanno cominciato a essere sanzionati.
Nel corso della storia numerose sono state le persone accusate, giuridicamente o solo politicamente, di questi reati ritenuti i più gravi e orrendi perpetrabili dall'uomo. Nel secolo scorso questa accusa è stata mossa contro i gerarca nazisti, Stalin, Mao Zedong (contro di lui e Stalin non venne mai intentato alcun processo, tale accusa è stata effettuata principalmente in sede di giudizio storico), l'ex presidente jugoslavo Slobodan Milošević, il deposto raʾīs iracheno Saddam Hussein e altri capi di Stato, spesso a capo di una dittatura militare, teocratica, comunista, imperialista o stalinista, anche democrazie come quella Statunitense e britannica sono state accusate di tali crimini.
Mancando, come detto, un diritto internazionale di universale (e pregressa) applicazione, gli interessati hanno spesso opposto un vizio di competenza dei tribunali che li hanno giudicati.
I crimini contro l'umanità sono uno degli oggetti di giudizio della Corte penale internazionale che ha sede a L'Aia e che opera nei termini previsti dallo Statuto di Roma; tale corte non sostituisce, per limite statutario, la giurisdizione ordinaria, solo affiancandosi ad essa, pertanto da taluni osservatori è stato eccepito il rischio di pregiudizio ad una garanzia procedurale corrente presso la maggioranza degli ordinamenti e per la quale il reo non può essere giudicato due volte per lo stesso delitto.

### Reati perseguibili sotto la fattispecie di crimini contro l'umanità
L'accusa di crimine contro l'umanità include fra i casi perseguiti: lo stupro di guerra, il genocidio, la cosiddetta pulizia etnica, lo sterminio di massa, il democidio, la deportazione, la sparizione forzata, la tortura e talvolta anche i crimini di guerra, lo schiavismo, la distruzione di fondamentali patrimoni artistici riconosciuti, dallo stesso stato con specifiche norme, come bene dalla massima importanza per l'umanità e di importanti ambienti naturali per l'umanità.

### Altre pubblicazioni
- Egon Schwelb, Crimes Against Humanity, in 
  - British Yearbook of International Law, Oxford, University Press, 1946, p. 181 ss..
- Raoul Muhm, Il Muro di Berlino, i processi paralleli e il diritto naturale in Germania, in 
  - L'indice penale, numero 3, Padova, CEDAM, 1994.
- Raoul Muhm, La natura giuridica dei crimini contro l'umanità e le attuali critiche in Germania, in 
  - Rivista di Diritto e Procedura Penale, numero 1, Milano, Giuffré, 1997.
- Darryl Robinson, Defining Crimes Against Humanity, in 
  - American Journal of International Law, gennaio 1999, pp. 43–57.
- Mahmoud Cherif Bassiouni, Crimini contro l'umanità, in 
  - Roy Gutman, et al., Crimini di Guerra, New York, Contrasto Internazionale, 1999, pp. 113–115.
- Charles Garraway, Superior orders and the International Criminal Court: Justice delivered or justice denied Archiviato il 6 ottobre 2013 in Internet Archive., in 
  - International Review of the Red Cross, Volume 81, No. 836, dicembre 1999, pp. 785–793.
- Mario Bettati, Le crime contre l'humanité, in 
  - Hervé Ascensio et al., Droit international pénal, Paris, Pedone, 2000.
- Giulio Illuminati et al., Crimini internazionali tra diritto e giustizia: dai Tribunali internazionali alle commissioni verità e riconciliazione, Torino, Giappichelli, 2000.
- Roberto Arnò et al., I crimini contro l'umanità, in 
  - Gaetano Carlizzi et al., La Corte Penale Internazionale: problemi e prospettive, Napoli, Vivarium, 2003, p. 93 ss..